# Zeuthen
Zeuthen là một đô thị thuộc huyện Dahme-Spreewald, bang Brandenburg, Đức. Đô thị Zeuthen có diện tích 12,66 km², dân số thời điểm 31 tháng 12 năm 2006 là 10.377 người.